# Список президентов США по размеру собственного капитала
Список президентов США по размеру собственного капитала на пике сильно различается. Долг и амортизация часто означают, что собственный капитал президентов на момент смерти составляет менее 0 долларов. Большинство президентов до 1845 года были чрезвычайно богаты, особенно Эндрю Джексон и Джордж Вашингтон .
Президенты с 1929 года, когда Герберт Гувер вступил в должность, как правило, были богаче, чем президенты конца девятнадцатого и начала двадцатого веков; за исключением Гарри С. Трумэна, все президенты с этого времени были миллионерами. Эти президенты часто получали доход от автобиографий и других произведений.  За исключением Франклина Д. Рузвельта и Джона Ф. Кеннеди (оба умерли при исполнении служебных обязанностей), все президенты, начиная с Кальвина Кулиджа, написали автобиографии. Кроме того, многие президенты, в том числе Билл Клинтон, после ухода с поста получили значительный доход от публичных выступлений.
Самым богатым президентом в истории считается Дональд Трамп. Однако его собственный капитал точно неизвестен, потому что Trump Organization находится в частной собственности.
Трумэн был одним из самых бедных президентов США с состоянием значительно менее 1 миллиона долларов. Его финансовое положение способствовало удвоению президентской зарплаты до 100 000 долларов в 1949 году. Кроме того, президентская пенсия была создана в 1958 году, когда Трумэн снова испытывал финансовые трудности. Гарри и Бесс Трумэн получили первые карты Medicare в 1966 году в соответствии с Законом о социальном обеспечении 1965 года.

## Список президентов по пиковому состоянию
Цифры в таблице ниже получены из оценки 24/7 Wall St. за 2016 год пиковой чистой стоимости каждого президента. Для целей оценки 24/7 Wall St. пик собственного капитала президента может произойти после того, как этот президент покинет свой пост. Для прямого сравнения все цифры были скорректированы с учетом инфляции до долларов США 2022 года.
| Имя                     | Собственный капитал (миллионов долларов США 2022 г.) | Политическая партия                 | Президентские годы   | Жизнь     |
| ----------------------- | ---------------------------------------------------- | ----------------------------------- | -------------------- | --------- |
| Дональд Трамп           | 3,000                                                | Республиканская                     | 2017–2021; 2025–н.в. | р. 1946   |
| Джордж Вашингтон        | 707                                                  | беспартийный                        | 1789–1797            | 1732–1799 |
| Томас Джефферсон        | 284                                                  | Демократическо-республиканская      | 1801–1809            | 1743–1826 |
| Теодор Рузвельт         | 168                                                  | Республиканская                     | 1901-1909            | 1858-1919 |
| Эндрю Джексон           | 159                                                  | Демократическая                     | 1829–1837            | 1767–1845 |
| Джеймс Медисон          | 136                                                  | Демократическо-республиканская      | 1809–1817            | 1751–1836 |
| Линдон Джонсон          | 131                                                  | Демократическая                     | 1963–1969            | 1908–1973 |
| Герберт Гувер           | 100                                                  | Республиканская                     | 1929–1933            | 1874–1964 |
| Билл Клинтон            | 90                                                   | Демократическая                     | 1993–2001            | р. 1946   |
| Франклин Рузвельт       | 79                                                   | Демократическая                     | 1933–1945            | 1882–1945 |
| Джон Тайлер             | 68                                                   | Вигов                               | 1841–1845            | 1790–1862 |
| Барак Обама             | 48                                                   | Демократическая                     | 2009–2017            | р. 1961   |
| Джордж Буш              | 47                                                   | Республиканская                     | 2001–2009            | р. 1946   |
| Джеймс Монро            | 36                                                   | Демократическо-республиканская      | 1817–1825            | 1758–1831 |
| Мартин Ван Бюрен        | 34                                                   | Демократическая                     | 1837–1841            | 1782–1862 |
| Стивен Гровер Кливленд  | 33                                                   | Демократическая                     | 1885–1889 1893–1897  | 1837–1908 |
| Джордж Буш              | 31                                                   | Республиканская                     | 1989–1993            | 1924–2018 |
| Джон Куинси Адамс       | 27                                                   | Демократическо-республиканская      | 1825–1829            | 1767–1848 |
| Джон Адамс              | 25                                                   | Федералистская                      | 1797–1801            | 1735–1826 |
| Ричард Никсон           | 20                                                   | Республиканская                     | 1969–1974            | 1913–1994 |
| Рональд Рейган          | 16                                                   | Республиканская                     | 1981–1989            | 1911–2004 |
| Джеймс Нокс Полк        | 13                                                   | Демократическая                     | 1845–1849            | 1795–1849 |
| Джон Кеннеди            | 10                                                   | Демократическая                     | 1961–1963            | 1917–1963 |
| Дуайт Дэвид Эйзенхауэр  | 10                                                   | Республиканская                     | 1953–1961            | 1890–1969 |
| Джо Байден              | 10                                                   | Демократическая                     | 2021–2025            | р. 1942   |
| Джеральд Форд           | 9                                                    | Республиканская                     | 1974–1977            | 1913–2006 |
| Джимми Картер           | 9                                                    | Демократическая                     | 1977–1981            | 1924–2024 |
| Закари Тейлор           | 8                                                    | Вигов                               | 1849–1850            | 1784–1850 |
| Уильям Генри Гаррисон   | 7                                                    | Вигов                               | 1841                 | 1773–1841 |
| Бенджамин Гаррисон      | 7                                                    | Республиканская                     | 1889–1893            | 1833–1901 |
| Миллард Филлмор         | 5                                                    | Вигов                               | 1850–1853            | 1800–1874 |
| Ратерфорд Бёрчард Хейс  | 3                                                    | Республиканская                     | 1877–1881            | 1822–1893 |
| Уильям Говард Тафт      | 3                                                    | Республиканская                     | 1909–1913            | 1857–1930 |
| Франклин Пирс           | 2                                                    | Демократическая                     | 1853–1857            | 1804–1869 |
| Уильям Мак-Кинли        | 1                                                    | Республиканская                     | 1897–1901            | 1843–1901 |
| Уоррен Гамалиел Гардинг | 1                                                    | Республиканская                     | 1921–1923            | 1865–1923 |
| Джеймс Бьюкенен         | <1                                                   | Демократическая                     | 1857–1861            | 1791–1868 |
| Авраам Линкольн         | <1                                                   | Republican / Национальный союз      | 1861–1865            | 1809–1865 |
| Эндрю Джонсон           | <1                                                   | Национальный союз / Демократическая | 1865–1869            | 1808–1875 |
| Улисс Грант             | <1                                                   | Республиканская                     | 1869–1877            | 1822–1885 |
| Джеймс Абрам Гарфилд    | <1                                                   | Республиканская                     | 1881                 | 1831–1881 |
| Честер Алан Артур       | <1                                                   | Республиканская                     | 1881–1885            | 1829–1886 |
| Томас Вудро Вильсон     | <1                                                   | Демократическая                     | 1913–1921            | 1856–1924 |
| Калвин Кулидж           | <1                                                   | Республиканская                     | 1923–1929            | 1872–1933 |
| Гарри Трумэн            | <1                                                   | Демократическая                     | 1945–1953            | 1884–1972 |